# 政治学

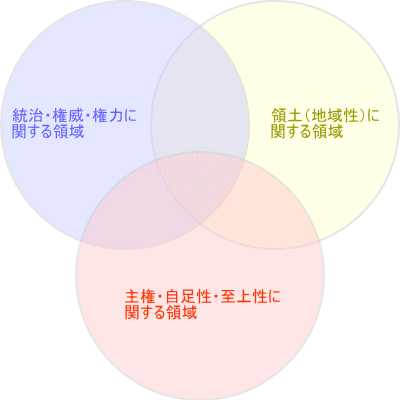
政治学の領域
図はModern Political Analysis(ロバート・ダール著、1963年)に基づくもの。政治学は関連する3つの対象領域をもつ。図は3つの対象領域の関係性を表したものである。ある一定の権力（青部分）から見ると、この権力はある一定の価値（赤部分）に基づいて、ある一定の領域（黄部分）に影響を及ぼしていることを表している

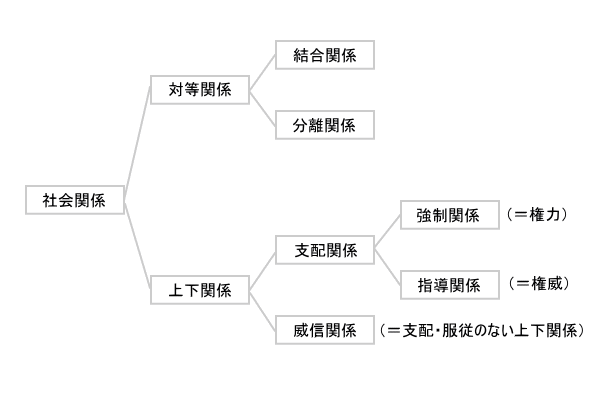
社会関係
図は池田義祐の研究に基づく。政治が成立する社会の基礎にはさまざまな関係が存在している。とくに政治と関連が深いのは図でいう上下関係の部分である

政治学（せいじがく）は、政治を対象とする学問分野。政治学の研究者を政治学者と呼ぶ。
日本では、海外と異なって政治学部を持たずに歴史的背景から主に法学部で研究、教育が行われているが、法学部とは別に学部を立てて政治経済学部で教えている大学もある。
大別すると広義の政治哲学と広義の政治過程論の二領域にわたるが、相互に排他的なものではない。

## 名称
日本語では政治学の名称が定着している。中国語や朝鮮語でも同様である。
フランス語やドイツ語などの「politologie」は、漢語の「政治学」にほぼ対応する。英語にも「politology」という単語があるが、殆ど全く使用されない。従って、英語には相当の表現が存在しないが、主に「political science」（直訳では政治科学）と訳される他、「political studies」や単に「politics」とも訳される。フランス語でも「Science politique」、ドイツ語でも「Politikwissenschaft」という表現が存在する。スウェーデン語の「statsvetenskap」は文字通り「国家科学」を意味する。これは、ルドルフ・チェレーンが提唱した政治学に対するわずかに異なる見解を表している。

## 定義と特徴
政治とは、人間集団、とくに国家や国家間における権力（パワー）の配分やその行使のされ方をめぐる事象であるという見解が20世紀以降、とくにアメリカ合衆国を中心に有力なものとなっている。このような見方の代表例として、デイヴィッド・イーストンによる、政治とは「社会に対する希少価値の権威的配分」という著名な定義がある。ここでいう「価値」とは富（貨幣）や天然資源、名誉、食糧など、広く誰もが必要としておりながら、全員に等しく、必要としている分だけ配分できるほどには量のない（これを「希少性」という）ものの総称であり、権力そのものも希少な価値に含まれる。
他方で、政治とは、対立する利害を調停し、人々の集合体における取り決め、決定を行うことであるとも定義される。すなわち権力と利害対立は政治学の中心的なテーマである。しかし、これら（権力および利害対立）の概念については必ずしも明確でない部分がある。
政治については2つの主要な見解がある。
1. 国家などの機構の働きとして政治を捉える見方（機構現象説）
2. 社会的または集団的行動による機能的行為現象とする見方（機能現象説）

また政治の基本的性質については2つの主要な見解がある。
1. 正義の実現や市民的自由の保証、福祉の増進などといった政治の目的に着目する立場（イェリネックに代表されるドイツ国家学やアメリカ合衆国の制度論的政治学が古典的である。）
2. 権力闘争や「支配-被支配」の関係といった政治的意志決定や合意の形成に不可避に伴う力の契機に着目する立場（主に社会学的観点から、政治を影響力として捉える説があり、ウェーバーやラスウェルに代表される。）

### 科学としての政治学
政治研究としての政治学は、さまざまな公共政策の内容とその目的を対象としており、個々の具体的政策の検討から、それらが含まれている一連の包括的政策、政策プロセスなどを研究するものである。
サイモンによれば、このような公共政策の構造は一般に政策の目的と手段の連鎖からなるピラミッド構造で把握される。このピラミッド構造において、その頂点に近づくにつれ、より漠然として抽象的な価値の領域、すなわち政治の道徳的基礎や倫理的当為を必然的に考察の対象とするようになる。したがって政治学の下位領域として政治思想も主要な対象として成立する。
政治学が一つの学問領域（ディシプリン）として認識された19世紀末以降、政治学は科学的手法を採り入れ科学化してきたと言える。それまでの政治に関わる研究の手法は、哲学や歴史学、或いは法学といった他の学問領域に由来するものであった。そこでは政治史の研究に見られるように政治現象を記述することや、政治哲学もしくは制度論に見られるように政治の望ましいあり方を研究することに重点が置かれた。このようなアプローチは多分に規範的であり、また価値判断を伴うものであった。
政治学の科学化は、政治学の研究において記述することもしくは価値判断を行うことから政治現象を観察の上で説明し分析することへの力点の変化をもたらした。すなわち現代の政治学では或る政治現象が何故起こったのか、政治において何故特定の変化が起こったか（例えば政権交代や政府の政策の転換）或いは当然Aという帰結が予測されるはずなのに何故Bというまったく異なる結果となったかを説明・分析することが求められる。
もっと言えば、政治学とは、特定の政治現象についてその因果関係を割り出し、その現象の起こるメカニズムを解明することを目的とする学問といえる。そこでは起こった政治現象が望ましいものかそうでないかというような価値判断は要求されないし、むしろ可能な限り排除されることが求められる。すなわち、政治学の研究にはある程度の価値中立性が前提となる。

#### 研究方法とその対象
政治学は政治現象もしくは一般に政治といわれる概念を研究する。政治学は方法論を重視する学問であり、政治学に独自かつ固有の方法論または政治学的方法論というのは存在することも特徴であろう。このことは他の社会科学と対照的である。他方で、政治学は「古くして新しい学問である」と福田歓一が述べるように、政治学における方法論や分析のための理論的枠組・モデルといったものは隣接する学問領域から積極的に摂取し、そのことによって政治学の領域を拡張してきた。
現代政治学は政治学の科学化を推進してきた。しかし、そのことは伝統的な規範的で価値判断を含む研究の重要性を決して損なうわけではなく、特に政治に関わる倫理的基盤を考察する政治哲学は、政治の原理的・本質的な研究と言えると捉えられている。ただし、政治哲学の側からの、その前提への無意識さ、客観性への盲信に対する政治科学への批判、また、その反論は厳然として存在する。
政治学の方法は次のように大別される。
- 哲学的方法（政治哲学、political philosophy）
- 歴史学的方法（政治史、political history）
- 法学的方法（制度論）
- 科学的方法（政治科学、political science）
  - 社会学的方法
  - 経済学的方法（合理的選択理論、実証政治理論）
  - 心理学的方法

なお、科学的方法においては社会選択理論やゲーム理論といった数学的方法および統計学的な手法がしばしばとられる。
また政治学の研究対象は以下の3つに大別される。
1. 政治行動としての人間行動
2. 政治社会の構造・機能
3. 社会集団と政治過程

なお、このような方法論的多様性からしばしば政治学の名称に関する問題が浮上する。
日本語において政治に関する研究を指す語としては「政治学」しか存在しないが、英語などの他言語ではいくつかの語が政治学に対応するものとして挙げられるからである。
特に英語のケースを例とする。政治に関する研究を指す語として最も一般的なのは、political science（政治科学）である。この名称は現代政治学において科学的方法が主流であるという事実に基づく。大学及び大学院教育では、主にDepartment of Political Science（政治学科）のようにpolitical scienceの語を入れたものを政治学教育のための機関の名称として採用している。コーネル大学、ダートマス大学、ジョージタウン大学、ハーバード大学或いはロンドン・スクール・オブ・エコノミクス（LSE）では、古くから政治現象が観察された政府を念頭において、政治学科をDepartment of Governmentと呼称している。
なお、国際連合教育科学文化機関では1948年9月に政治学会議を開催して政治学の範疇について定めた。その際に政治学を「政治理論」・「政治制度」・「政党・団体及び世論」・「国際関係」の4分野から構成されるものとされ、「政治史」は含まれていない。近代的な議会・行政制度を外国から導入した日本では政治史は政治学を理解するために必要なものとして常に関連付けられ、大学では政治学部・学科に設置される場合が多かったが、そうした背景のないイギリス・アメリカでは政治学は純粋な歴史学の一分野として扱われ、オックスフォード・ケンブリッジ大学をはじめとしてイギリスやアメリカの大学では政治史は歴史学部・学科の範疇と考えられているからである。

#### 政治哲学・政治思想の研究
政治についての認識は個人によって異なり、政治は必然的に党派性を帯びるものであるから、政治思想はつねにイデオロギー化する傾向がある。今日の政治思想がまずイデオロギー論として語られるのはこのためである。イデオロギー研究では、イデオロギーの思想そのものよりも、それが現実の社会でどのような影響力、機能を持つかを研究することが重要視されている。

### 関係諸科学
政治を対象とする学問は政治学だけではない。社会学・経済学など多くの社会科学が政治を主要な対象領域の一つとしており、政治学自体も法・経済・道徳・宗教・教育・人間心理などを研究対象として含む。また、政治学から経営学の影響から他の分野と比べて自律的な学問分野として行政学がある。これを別個の学問と捉える主張もあるが、政治学の一分野として捉えられ続けている。

## 主要な用語
ここでは政治学で特に頻出される用語について、政治学上の定義・命題を簡単に示す。
イデオロギー
政治社会を制約する信条体系。現状の政治学においては政治思想の研究はほぼイデオロギーの研究と同義である。イデオロギーの定義・命題自体が個々の研究の成果でもあるため、さまざまな定義があるがマンハイムによれば、すべての人間がその社会内の位置によって思想を制約される「存在拘束性」である。（詳細はイデオロギー参照）
権力
政治現象を解決するための影響力。政治学では権力を実体概念とする立場と関係概念とする立場がある。実体概念とする立場に基づけば、ある人格が権力を行使できるのはその背景に暴力や絶対的な法的拘束力、絶対的な権威などが存在するためであるとされる。それに対し、関係概念とする立場に基づけば、権力は行為者間の間の影響力の一種で、被支配者が積極的であれ消極的であれ、それを権力と認めるところに存在するという見方である。権力の背景となっている暴力や法的拘束力、権威などを基底価値というが、実体概念説ではこの基底価値（資源）がただちに権力を生じさせ、支配関係を形成するとされるのに対し、関係概念説では基底価値を保持しているだけでは権力は生ぜず、それを利用して他者との支配関係を形成してから初めて権力関係が生ずるのである。
権力の資源
権力はそれ自体では成り立たず、必ず背景に基底価値（資源）を持つ。政治学においては、何らの資源も持たずに強制力を発揮する権力は存在しない。ラスウェルはこの資源の実例として、健康・富・知識・技能・社会的地位・愛情・高潔（徳の高さ、人徳）などをあげている。もちろんもっとも直接的に強制力を発揮するのは暴力であるが、現実の法治国家では暴力装置を基本的に国家が独占しており、通常の人間関係で個人がこれを行使した場合、ほとんどすべての事例において非合法とされる。また国家が暴力を「最終的手段」（ultima ratio）として独占していることは、国家が権力関係において主要な位置にあることを示している。
支配の三類型
ウェーバーによって示された権力を裏付ける正統性（Legitimacy）の基礎に関する三つの理念型が「支配の正統性」である。ウェーバーは、この正統性のパターンとして、カリスマ的正統性・伝統的正統性・合法的正統性の3つを挙げた。カリスマ的正統性とは、支配者個人の超人間的・超自然的資質やそれに基づく啓示などの指導原理に被支配者が個人的に帰依するときに生ずる正統性で、宗教的指導者の権力などがこれにあたる。伝統的正統性とは、血統・家系・古来からの伝習・しきたりなどに基づいて被支配者を服従させる正統性で、古くから存在する秩序と神聖性による支配である。伝統が重んじられ、一般的に、変化に乏しい停滞的な社会にみられるといわれる。王権神授説を根拠とする絶対王政などは、この典型的な事例である。合法的正統性とは、秩序・制度・地位など合法性にもとづく正統性で、法をその基礎としているために、ほかの2つの正統性に比べて安定している。合法的正統性を他にもまして重視する国家は「法治国家」と称せられる。これら3つの類型はあくまで把握のためのツールとしての理念型であり、現実社会にそのまま存在しているわけでなく、実際の支配は、多くの場合、この3つの正統性が相互に影響しあって総合的に権力を基礎づけている（形式的にはデモクラシーのかたちを採用しながら実態はカリスマ的支配という例も少なくない）。
社会統制
社会統制は社会学において成立した用語であるが、政治学でも用いられている。広義においては「社会化」と同一の内容を持つが、狭義においては「なんらかの制裁によって、個人の行動を一定の期待された型に合致させる過程」を意味する。現実の政治社会に存在する社会統制はさまざまな角度から分類可能であるが、まず統制の手段としての制裁が物理的であるか経済的であるか、心理的であるかによって分類される。物理的な統制には死刑、懲役・禁固などの自由刑、体罰などがあげられる。経済的なものにはボイコットや解雇、心理的なものには嘲笑や非難などがある。次に統制の目的が自覚的であるか無自覚的であるかによって分類され、法による統制、叱責、刑罰、村八分などは前者、嘲笑やゴシップなどは後者に分類される。最後に制度的な統制と非制度的な統制に分類できる。前者は統制の主体、手続き、効果などが明確に定められており、制度として統制が運用されている。後者は嘲笑、賞賛、非難など特定の形式によらないものである。
少数支配の原理/寡頭制の鉄則
政治学において、政治権力を持つ者は必ず政治社会において少数者である。ルソーは多数者が少数者を支配するのは自然の摂理に反すると言っており、ウェーバーも政治権力は常に少数者が物理強制力を独占し、多数者を支配するところに存在すると主張した。ミヒェルスはとくに政党政治が民主主義に不可欠なものであるにもかかわらず、政党組織が発展すると指導者に権力が集中し、寡頭支配が行われるようになると述べた。政治社会の代表である国家においては、立法・行政の能率的遂行の要請と権力者の権力欲求から、組織的な専門分化と少数者による管理体制が生じるのは必然であるとされている。
政府
政治学においては、国家と政府は厳密に区別される。近代政治学では、国家を主権を持つ法人格で、その政治社会において暴力および道徳的価値・法規範を独占すると捉えられた。政府はその国家の手段として存在する統治機構のこと。ロック以前の革命理論においては政府転覆とは国家の転覆であると捉えられていたが、ルソーにおいては国民の集合体としての国家と立法によって形成される政府が区別されており、政府転覆はひとつの法規範に基づく政府の転覆を意味しても国家の転覆を意味しない。またリーバーは国家は政府の形態とは無縁に存在する政治社会とし、政府はその目的のための手段であるとした。

## 政治学史

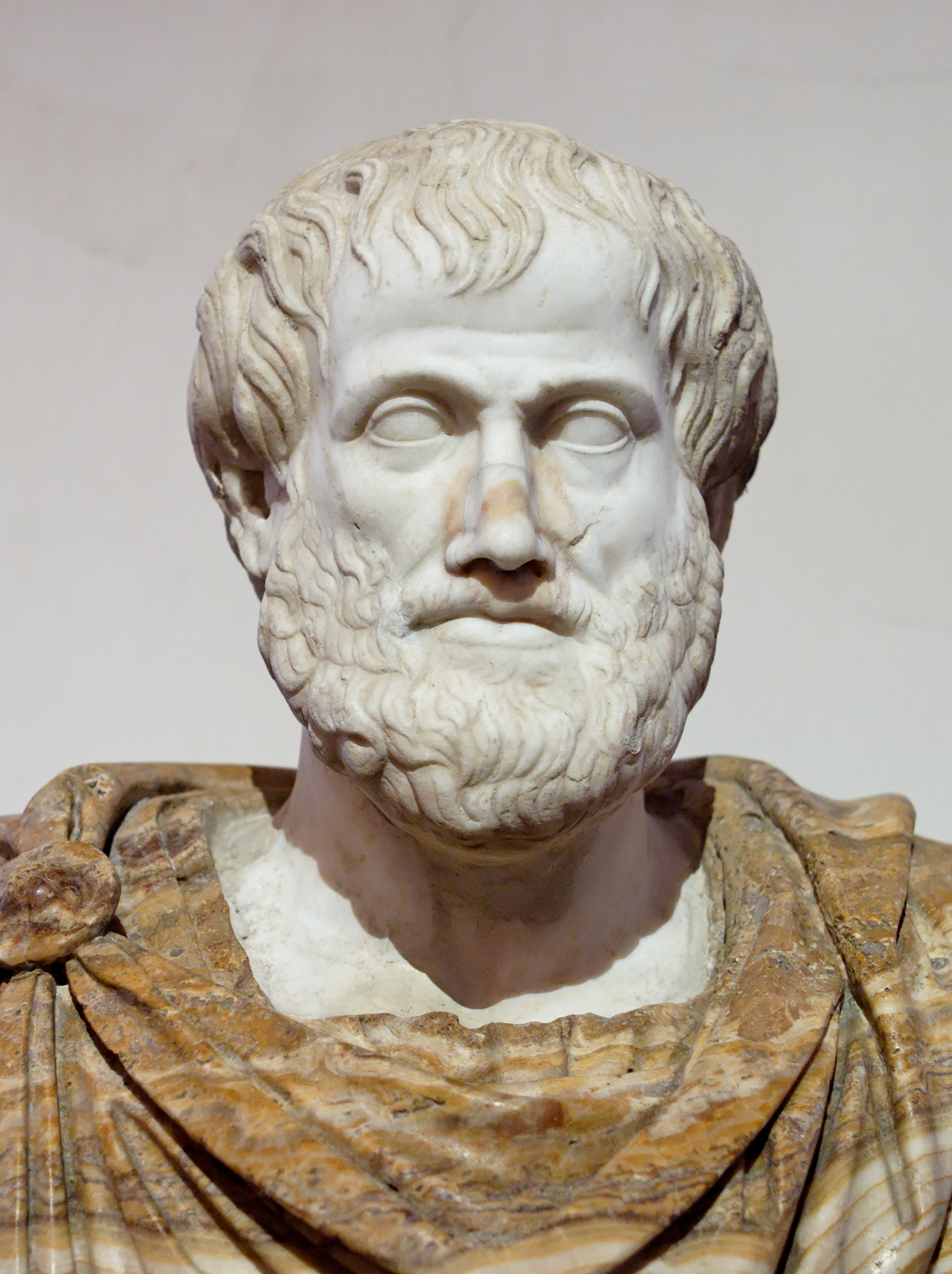
アリストテレスは、彼の著作『政治学』と『アテナイ人の国制』のなかで政治について論じた。

政治現象または政治という概念に関する研究と政治学を定義した場合、その歴史は古代ギリシアにまで遡れる。古代ギリシアにおける政治学研究の代表格が、プラトンとアリストテレスによる著作である。しかしプラトン以前にも政治学の萌芽と考えられる著作は存在する。ホメロス、ヘシオドス、エウリピデス、アリストパネスらの詩作には政治に関する記述が見受けられるからだ。さらにトゥキディデスの『ペロポネソス戦争史』等の歴史記述は、プラトンに先立つ政治学的な文献としては最も重要なものの一つである。これらの歴史記述にはトゥキディデス自身の政治思想が反映されており、その思想は後の現実主義の系譜につながり国際政治学に影響を与えることとなる。プラトンとアリストテレスは政治を扱う際に哲学的な方法を持ち込んだという点で、政治学の歴史に大きな転機をもたらした。この後政治学は倫理学（道徳哲学）と分かち難い連関を持ちつつ発展することになるが、こうした伝統的な政治学のあり方はプラトン及びアリストテレスに多くを負っている。さらにアリストテレスは、当時ギリシアのポリスで見られた様々な政治体制もしくは制度を分類し比較することを試みている。これは後のモンテスキューの体制の分類など法学的・制度的アプローチに多大な影響を与えたといえる。

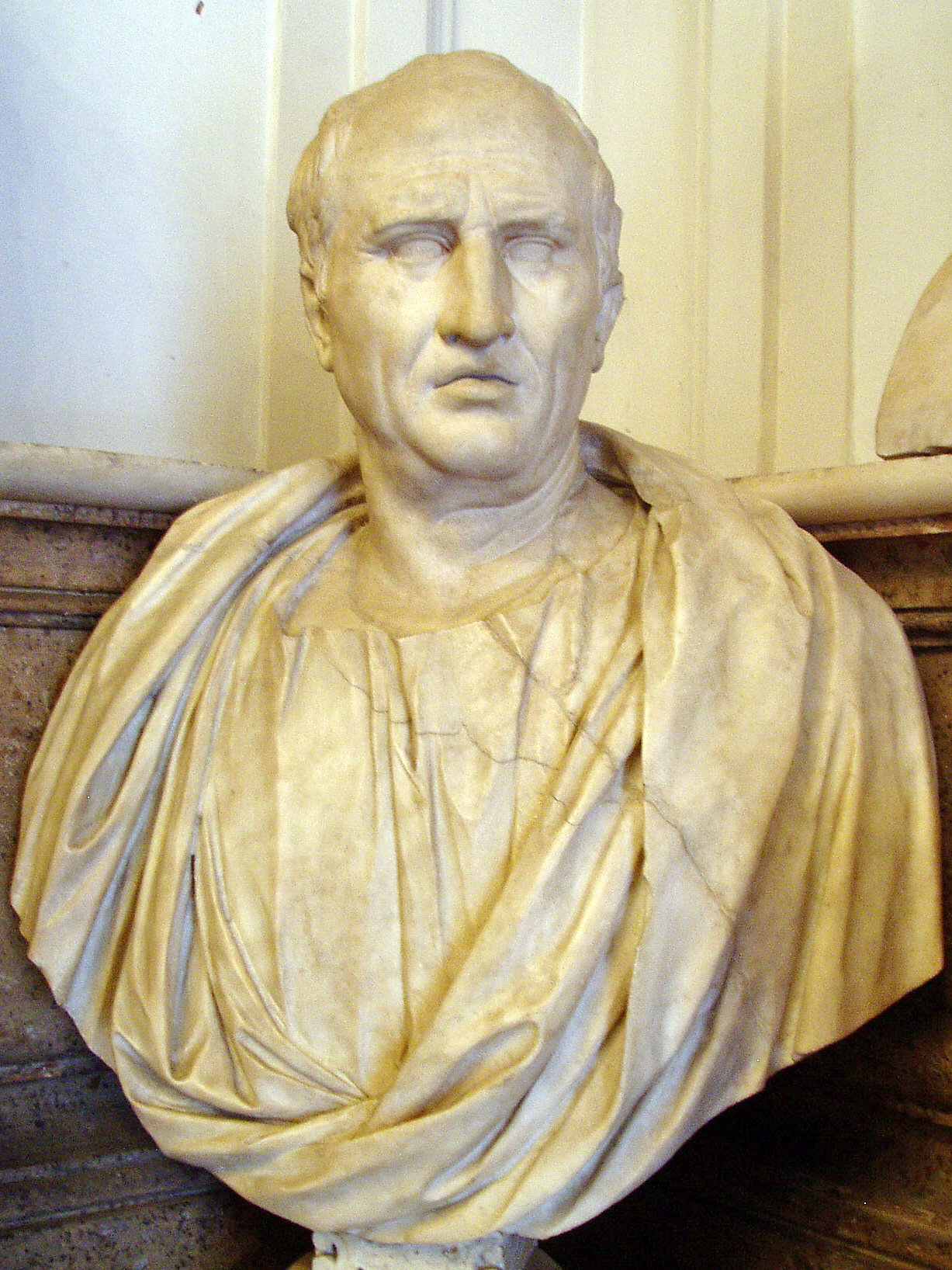
哲学理論と政治実践の統合を目指していたキケロは、プラトンによる『国家』に倣いながら『国家について』を著した。

古代ローマにおいては、政治学も他の学問の例に漏れず古代ギリシアの影響を受けた。そのため理論的な部分では古代ギリシアの政治学を継承したという側面が強く、顕著な進展が見られたというわけではない。しかしローマの政治体制の変遷を記述したポリュビオス、リウィウスら歴史家の著作は大変示唆に富んでいる。特にポリュビオスの政体循環論はローマ時代を代表する知見であると言える。さらにローマ時代は多くの哲学者が政治家として政治に関わり、哲学者ではない政治家も積極的に自らの政治思想・信条に関する文献を残した時代である。特に共和政末期のマルクス・トゥッリウス・キケロとユリウス・カエサルはその最も顕著な例である。キケロは共和政を擁護し、正当化するための哲学的著作を残した。一方でカエサルは共和政の改革者として現れ、活発な活動を行った。このように古代ローマにおける政治学は理論的な発展というよりも、実践的な発展を遂げたといえる。ローマは都市国家からいわゆる世界帝国へと拡大する中で政治体制の複雑な変遷を経験したため、その多様な政治体制の経験、体制を正当化する理論、さらにその変遷の記述は後代に多大な影響を与えた。特に共和政の経験はルネサンス以降の政治学に強い影響を与えた。
西洋古典古代における政治学の誕生、発展に対して東洋でもやはり古代に同様な政治に関する考察が見られる。ここでも政治に関わる研究は哲学とりわけ道徳哲学と密接に結びついていた。特に中国では規範論的な政治論が盛んで、諸子百家と呼ばれる一連の哲学の学派は様々な形で政治を論じてきた。そのなかでも後世に影響を与えたものとしては、孔子・孟子・荀子らの儒学と荀子に影響を受けた韓非の法家が挙げられる。

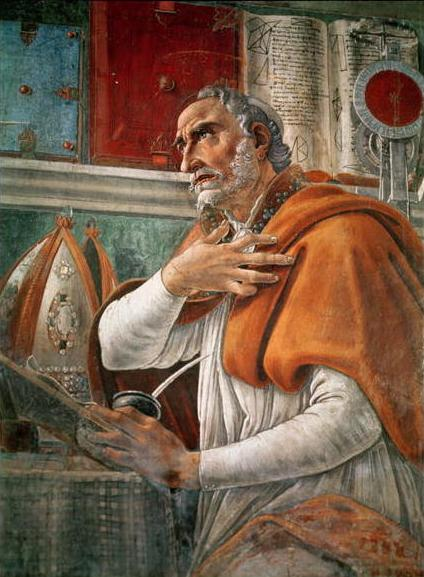
ヒッポのアウグスティヌスは、キリスト教に基づく政治社会だけが正義を十分に実現できる国家であるとした。

ヨーロッパの中世にあっては、教会権力の世俗の権力に対する優位が確立された。一方で教皇と皇帝を頂点に、封建制が成立した時代でもある。キリスト教が社会全体に強い影響を与えていたため、政治に関わる研究においてもキリスト教の影響が濃厚であった。すなわちキリスト教の神学が、古代における道徳哲学に代わって政治に関する考察の方法論的基礎を与えていた。
中世の政治学は古代に引き続いて正義に適う政治のあり方を考察するものであった。しかし、人間世界における世俗的な政治社会では正義は実現されないとするのが神学の立場である。すなわち、「神の国」においてこそ正義が実現すると主張するわけである。そこで問題になるのは、「神の国」に対する「地の国」すなわち世俗的政治社会でありながら「神の国」の入り口であり、従って「神の国」に最も近いものとしての教会である。つまり中世における政治学は教会と他の世俗的政治社会、或いは世俗的権力との関係に最大の焦点が置かれる。このような中世の政治理論の基礎を成したのがヒッポのアウグスティヌスと彼の著作『神の国』である。
古代・中世の政治理論の継承・発展の末、近代的な政治理論と呼ばれうるものがやがて登場した。近代的政治理論が初めてはっきりと形を現したのは、ニッコロ・マキャヴェッリとトマス・ホッブズの著作においてであった。

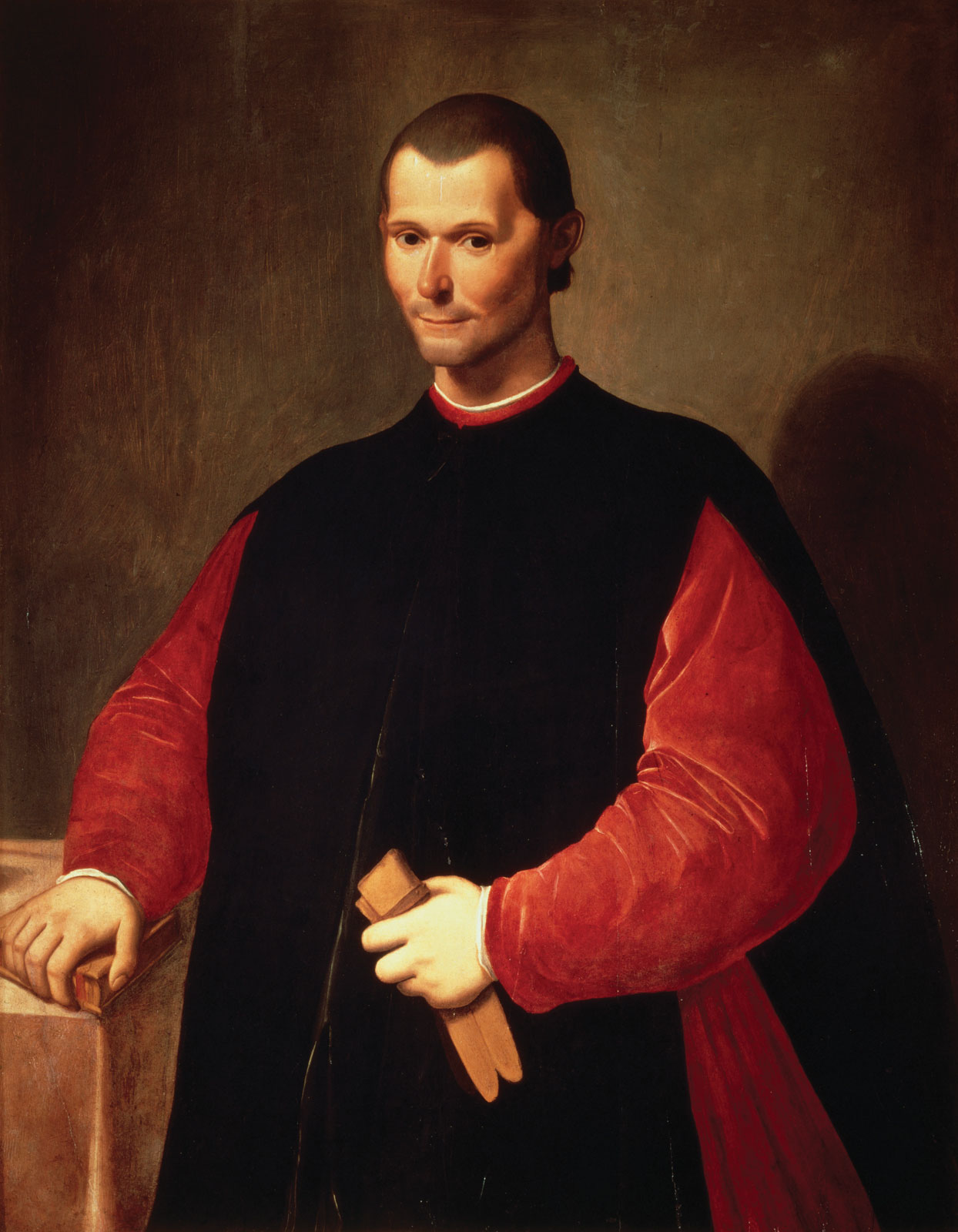
ニコロ・マキャヴェリ

マキャヴェッリは古代ローマの共和政の伝統に影響を受けつつ、次第に現実主義的な思想を形成していった。彼は政治においては何よりも現実認識が重要であることを説いた。すなわち政治的な目的のためには現実に最も適合した手段がとられなければならず、場合によっては道徳が犠牲にされることもありうるという主張である。これまで政治学は倫理学と不可分に発展してきたため、政治と道徳もまた不可分であった。政治においては常に道徳的に正しい手段がとられなければならなかったわけである。マキアヴェッリは政治を道徳から解放し、政治学と倫理学が峻別される可能性を示したといえる。

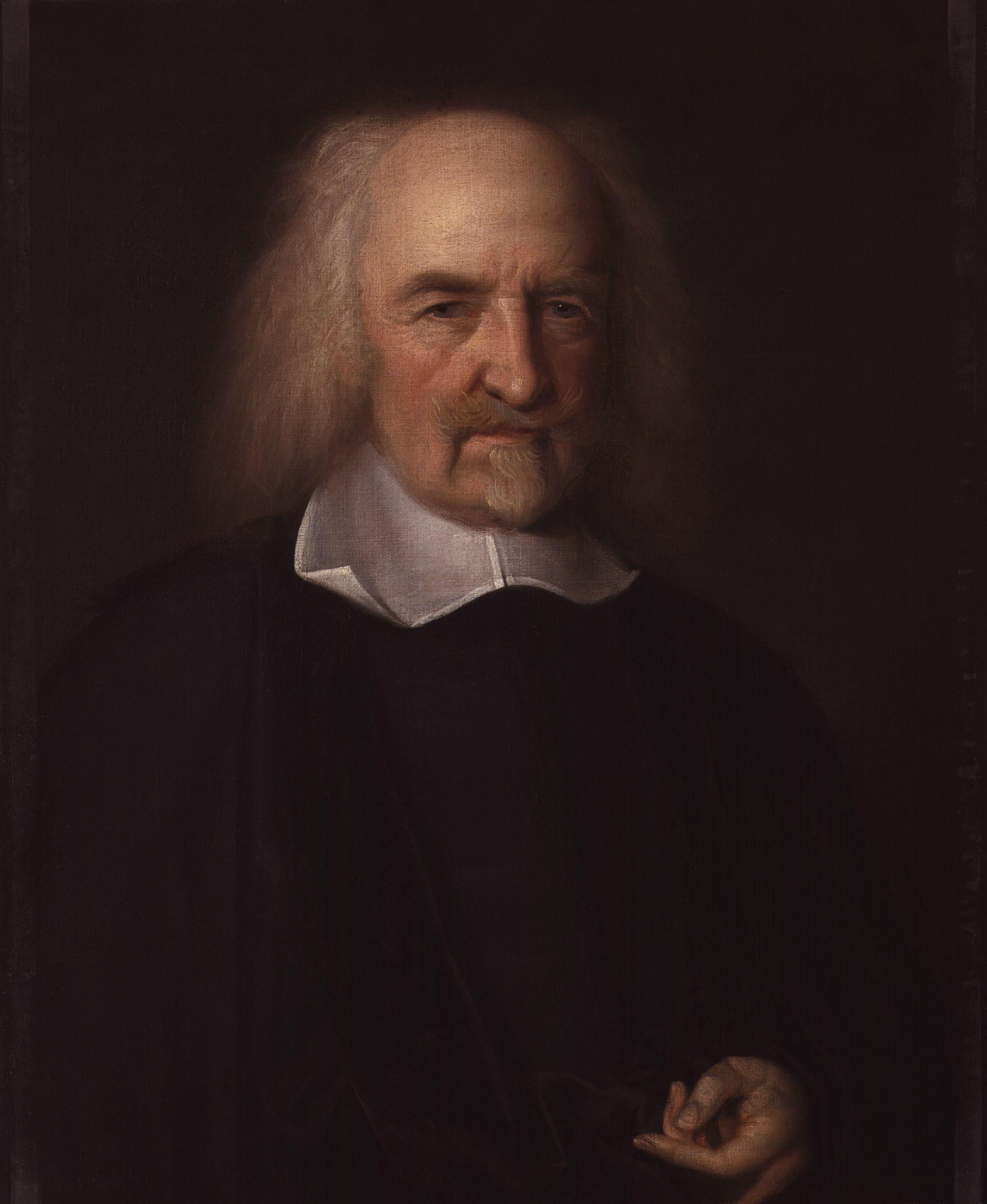
トマス・ホッブス

一方のホッブズは、自由で自立した個人から如何にして政治的な共同体が成立しうるか、もしくはこのような個人の集合としての政治的共同体のあり方はどのようなものが相応しいかを考察した。ホッブズの理論は方法論的にはプラトン以来の哲学的方法を継承し、政治学と倫理学の密接な関わりに疑問を投げかけたわけではない。彼の理論の斬新さは、個人に着目しその個人間の契約として社会の成立を捉えた事にある。これがいわゆる社会契約論であり、ホッブズの理論はジョン・ロックの批判的継承を経て近代政治の背景思想を提供した自由主義に影響を与えることになる。
この他16世紀以降の概念で後世の政治理論に大きな影響を与えたものとして、フーゴー・グロティウスの自然法がある。自然法自体は古代の哲学やキリスト教神学にも存在する概念であるが、グロティウスは古来の自然法から近代自然法の理論枠組を生み出した。またモンテスキューは、各国の諸制度をモデル化してそれらを通じて体制の分類を行った。その上で理想の政治制度についての考察を行い、いわゆる三権分立論を展開した。これ以降、憲法・法制度・政治制度を中心に政治の制度的側面の研究すなわち法学的・制度的アプローチが盛んになった。
このような近代的な理論もしくは概念の影響下に、ドイツの国家学（独: Staatswissenschaften）や英米の伝統的政治学のような近代の政治学が19世紀まで展開された。
19世紀半ば以降、20世紀初頭にかけて政治学は独立した学問領域として最終的に確立されたといえる。1880年には政治学の専門教育機関として、世界初の「政治学部」（政治学大学院）がアメリカのコロンビア大学に設置された。さらに1903年には初の政治学の学術団体としてアメリカ政治学会が誕生している。この時期に政治学には新たな動きが見られた。実際にどのように政治が作動しているかという点に関する動学的な研究の登場である。これを以って現代政治学が成立したとされる。これまでの政治学の研究は哲学的・歴史学的・法学的（制度的）のいずれのアプローチを取るにせよ、政治の枠組がどのようになっているか、或いはどのような枠組が望ましいかという静態的・形式的な研究に留まっていた。新しい政治学のアプローチにおいては、政治の枠組の中で生起する現象のメカニズムを観察し解明するというよりダイナミックな研究が求められた。このような新しいアプローチは主にアメリカやイギリスで提唱された。主な提唱者としてはアーサー・F・ベントリー、グレーアム・ウォーラスが挙げられる。

### 政治学の科学化・行動科学政治学の登場以降
こうした政治学の新しいアプローチの流れから、1920年代に政治学の科学化が始まった。科学化の初期の推進者は、チャールズ・メリアム、ハロルド・ラズウェルらいわゆるシカゴ学派の人々である。とりわけシカゴ学派の創始者としてのメリアムは、政治学と心理学・統計学などの「隣接諸科学との重婚」を主張しこれらの学問の方法を政治学に導入した。第二次世界大戦後、このシカゴ学派の系譜から社会学や行動科学の影響を受けが成立した。この行動科学アプローチは「行動科学革命」と呼ばれるほどの衝撃を学会に与え、政治学における主流の方法論となった。 行動科学政治学(行動論政治学)の担い手は、デイヴィッド・イーストン、ガブリエル・アーモンド、ロバート・ダールらであった。行動科学政治学は政治学の科学化の一つの帰結であった。
また1950年代以降にはアンソニー・ダウンズらにより経済学的方法の政治学への導入が本格化し、合理的選択理論が政治学において台頭し始めた。合理的選択理論は、ウィリアム・ライカーによるゲーム理論などのフォーマル・セオリー、数理的分析の導入により精緻化され主要な方法論の座を占めるに至った。このように現代において政治学の方法はさらなる多様化の様相を見せている。

## 政治学を教えている大学

### 日本

#### 政治学科を置く大学
- 北海学園大学 法学部 政治学科
- 東海大学 政治経済学部 政治学科
- 中央大学 法学部 政治学科
- 早稲田大学 政治経済学部 政治学科
- 明治学院大学 法学部 政治学科
- 慶應義塾大学 法学部 政治学科
- 法政大学 法学部 政治学科
- 学習院大学 法学部 政治学科
- 成蹊大学 法学部 政治学科
- 明治大学 政治経済学部 政治学科
- 立教大学 法学部 政治学科
- 帝京大学 法学部 政治学科
- 国士舘大学 政経学部 政治学科
- 大東文化大学 法学部 政治学科
- 専修大学 法学部 政治学科
- 関西学院大学 法学部 政治学科
- 駒澤大学 法学部 政治学科
- 同志社大学 法学部 政治学科

#### ○○政治学科、政治○○学科、等を置く大学
- 聖学院大学 政治経済学部 政治経済学科
- 早稲田大学 政治経済学部 国際政治経済学科
- 青山学院大学 国際政治経済学部 国際政治学科
- 拓殖大学 政経学部 法律政治学科
- 武蔵野大学 政治経済学部 政治経済学科
- 日本大学 法学部 政治経済学科
- 法政大学 法学部 国際政治学科
- 名古屋大学 法学部 法律・政治学科
- 関西大学 法学部 法学政治学科
- 久留米大学 法学部 国際政治学科
- 広島修道大学 法学部 国際政治学科
- 東京大学 法学部 第3類 政治コース
- 二松学舎大学 国際政治経済学部 国際政治経済学科
- 國學院大學 法学部 政治専攻

### 政治の全体
- 政体
  - 国家 - 国民
  - 主権国家
    - 国民国家

  - 都市国家
- 政治システム
- 政治体制
  - 民主主義体制
  - 権威主義体制
  - 全体主義体制
  - 君主政
  - 貴族政
  - 共和政

### 政治制度
- 機関
  - 元首
  - 大統領
  - 首相
  - 議会
  - 行政
  - 立法
  - 司法
- 制度
  - 選挙
  - 議院内閣制
  - 大統領制
  - 半大統領制

### 政治団体、運動
- 政党システム（政党制）
- 政党
- 利益団体（圧力団体）

### 政治思想
- 共和主義
- 自由主義
- 社会主義
- 社会民主主義
- 国家社会主義
- 共産主義
- アナキズム
- リバタリアニズム
- コミュニタリアニズム
- ナチズム
- 権威主義
- 全体主義

### 政治学者
詳細は政治学者の一覧を参照。

### その他
- 国際関係論
- 国際政治学
- 比較政治学
- 政治史
- 政治思想史
- 行政学
- 地方自治
- 政治文化
- 政治的リーダーシップ
- 日本の政治
- 情報政治学
- 計量政治学
- 社会選択理論
- 政策科学
- 政治過程論
- 日本政治学会